# Arnold Keppel

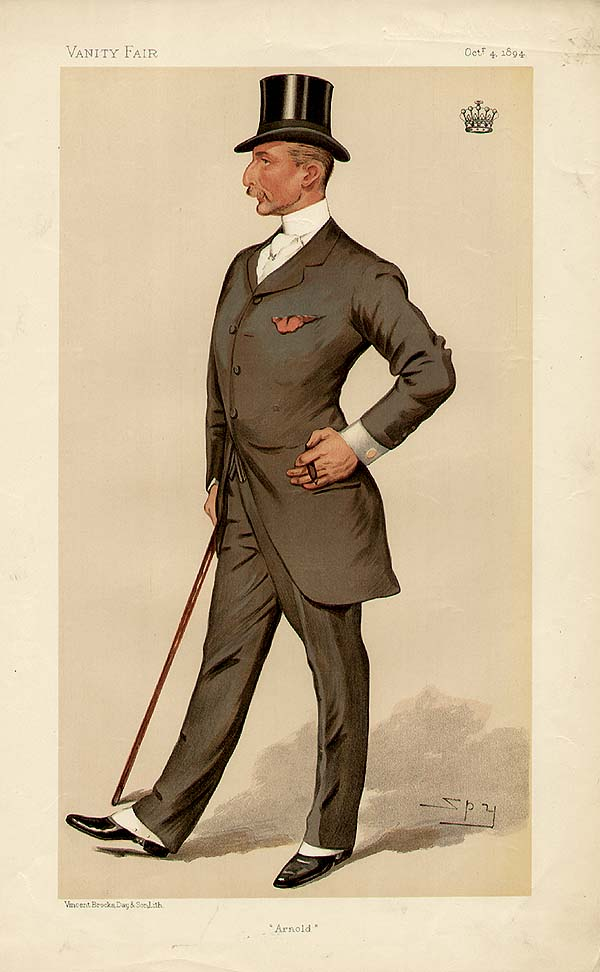
Arnold Keppel, 8. hrabia Albemarle

Arnold Allen Cecil Keppel (ur. 1 czerwca 1858 w domu przy Sloane Street w Chelsea w Londynie, zm. 12 kwietnia 1942) – brytyjski arystokrata i wojskowy, najstarszy syn Williama Keppela, 7. hrabiego Albemarle, i Sophii MacNab, córki Allana Napiera MacNaba, premiera Prowincji Kanady.

## Życiorys
Wykształcenie odebrał w Eton College. Później wstąpił do Gwardii Szkockiej (Scots Guards), gdzie uzyskał rangę porucznika i został odznaczony Krzyżem Towarzyskim Orderu Łaźni. W latach 1892–1894 zasiadał w Izbie Gmin jako reprezentant okręgu Birkenhead. W latach 1892–1901 dowodził oddziałem strzelców księcia Walii. Po śmierci ojca w 1894 r. odziedziczył tytuł hrabiego Albemarle i zasiadł w Izbie Lordów. Objął również funkcję Wicelorda Namiestnika Norfolk. Był również tamtejszym Sędzią Pokoju.
W 1900 r. został awansowany do stopnia podpułkownika. Dowodził Ochotniczym Batalionem Piechoty podczas II wojny burskiej. Otrzymał Krzyż Wielki Królewskiego Orderu Wiktoriańskiego, czterokrotnie został wspomniany w rozkazie dziennym i otrzymał medal z czterema klamrami. Został również honorowym pułkownikiem 5 batalionu regimentu Norfolk (5th Battalion, Norfolk Regiment), a w latach 1901–1906 był generałem-brygadierem Ochotniczej Brygady Piechoty Norfolk (Norfolk Volunteer Infantry Brigade). Był adiutantem królów Edwarda VII i Jerzego V. Został odznaczony Territorial Decoration i Royal Naval Volunteer Reserve Officers' Decoration. W latach 1922–1924 był Lordem-in-Waiting króla Jerzego V.
4 stycznia 1881 r. poślubił lady Gertrude Lucię Egerton (9 stycznia 1861 – 7 czerwca 1943), córkę Wilbrahama Egertona, 1. hrabiego Egerton of Tatton, i lady Mary Amherst, córki 2. hrabiego Amherst. Arnold i Gertrude mieli razem czterech synów i jedną córkę:
- Walter Egerton George Lucian Keppel (28 lutego 1882 – 14 lipca 1979), 9. hrabia Albemarle
- Arnold Joost William Keppel (4 sierpnia 1884 – 1 października 1964), honorowy attaché ambasad w Bukareszcie i Teheranie, korespondent The Timesa, oficer RAF, ożenił się z Doris Carter, Annie Purnell i Mildred Rodber, nie miał dzieci
- kapitan Rupert Oswald Derek Keppel (27 lipca 1886 – 7 maja 1964), ożenił się z Violet de Trafford, nie miał dzieci
- Elizabeth Mary Gertrude Keppel (ur. 4 lutego 1890), żona generała Torquila Mathesona, 5. baroneta, miała dzieci

porucznik Albert Edward George Arnold Keppel (12 stycznia 1898 – 31 lipca 1917), zginął w trzeciej bitwie pod Ypres, wspomniany w rozkazie dziennym
Lord Albemarle zmarł w wieku 84 lat. Tytuł hrabiowski odziedziczył jego najstarszy syn.